# Raymond Lewenthal
Raymond Lewenthal (San Antonio, 29 août 1923 – Hudson, 21 novembre 1988) est un pianiste américain.

## Biographie
Lewenthal est né au Texas de parents russe et français. Sa date de naissance est souvent donnée pour être 1926, mais il est en fait né trois ans plus tôt, en 1923 (ce que confirme un examen de son certificat de naissance). La date erronée est sans doute en relation avec sa carrière de jeune acteur. Après avoir participé à plusieurs films pour Hollywood, il étudie de piano avec Lydia Cherkassky, mère et professeur du pianiste bien connu, Shura Cherkassky. En 1945, il remporte les trois grands concours de Californie : La Young Artist Competition de l'UCLA (dans le jury, Bruno Walter), le Young Artist Contest de l'Occidental College et le Gainsborough Award de San Francisco. Il poursuit son perfectionnement à la Juilliard School de New York, grâce à la bourse d'études Olga Samaroff-Stokowski. Plus tard, Lewenthal travaille en Europe avec Alfred Cortot et Guido Agosti.
Lewenthal fait ses débuts en 1948 avec Dimitri Mitropoulos avec le Philadelphia Orchestra. Très remarqué lorsqu'il était invité à jouer pour la première fois le Concerto pour piano n° 3 de   Prokofiev sous la direction de Mitropoulos, célèbre pour le jouer lui-même tout en dirigeant du piano. Le succès de ce concert est suivi quelques semaines plus tard de son premier récital soliste à New York. Ces événements lancent sa carrière en Amérique du Nord, jusqu'à un arrêt brutal en 1953, à Central Park. Lewenthal est attaqué par un gang de voyous et subi des fractures aux mains et aux bras. Après une lente reconstruction tant physique de psychologique, Lewenthal déménage hors des États-Unis et se retire de la scène de concert, sauf pour les tournées occasionnelles et quelques enregistrements en Europe et en Amérique du Sud. Pendant ce temps il commence l'étude du compositeur romantique Charles-Valentin Alkan, avec l'intention d'écrire une étude exhaustive sur la vie et la musique d'Alkan, mais l'ouvrage est resté inédit jusqu'à la disparition de Lewenthal.
Son retour en public n'a lieu qu'en 1963, pour deux heures d'émission de radio sur WBAI (New York), dans laquelle il joue des œuvres d'Alkan et parle de sa vie. La réponse à ce programme est une écrasante demande de l'éditeur G. Schirmer en vue de préparer une édition de la musique pour piano d'Alkan. Encouragé par la bonne réception, Lewenthal joue un récital comprenant des pièces d'Alkan à New York en septembre 1964 – sa première apparition depuis douze ans. Suit un enregistrement Alkan pour RCA qui lui vaut des critiques favorables et trois cycles de concerts consacrés à Liszt à New York et Londres, parmi d'autres récitals. Lewenthal est bientôt considéré comme le champion de la « renaissance romantique », en réintroduisant la musique de chambre et pour piano seul d'un grand nombre de compositeurs négligés du XIXe siècle, tels que Moscheles, Goetz, Herz, Hummel, Henselt, Scharwenka, Arthur Rubinstein, Reubke, Field, Dussek et d'autres, ainsi que des œuvres négligés de compositeurs célèbres. Il prend également un rôle actif dans des événements tels que le Festival romantique de la Butler University à Indianapolis et le Festival de musique de Newport. En 1971, il accepte une invitation pour une tournée en Afrique du Sud. Lewenthal enseigne également au Mannes College of Music, au Tanglewood Music Festival et est professeur membre de la Manhattan School of Music pour quelques années au courant des années 1970. Parmi ses élèves doctorant on trouve la pianiste israélienne Astrith Baltsan.
Les enregistrements de Lewenthal comprennent des disques pour Westminster Records, Reader's Digest, RCA Victor, Columbia Records/CBS, et Angel Records. En plus de son édition d'œuvres pour piano d'Alkan chez Schirmer, Lewenthal a également chez le même éditeur, préparé une anthologie intitulée Musique pour piano pour une main et une autre collection de Bis des pianistes célèbres, les deux contenant notes et commentaires.
Après avoir vécu dans un petit appartement au 51 East de la 78e rue à Manhattan, Lewenthal déménage pour Hudson, New York, où il a passé ses dernières années dans une semi-retraite, son activité de concert considérablement réduite en raison d'une insuffisance cardiaque chronique. Il meurt le 21 novembre 1988, âgé de 65 ans.

## Discographie
- Deux disques de Raymond Lewenthal figurent dans une édition intitulée The Liszt Legacy parue chez DG en 2011 (10CD 477 9527) (OCLC 780035515). Le premier comporte un récital Scriabine, 24 préludes, op. 11 ; 5 préludes, op. 74 ; la Fantaisie op. 28 et Vers la flamme, complété par des bis de Saint-Saëns, Godowsky, Mendelssohn/Liszt, Rachmaninoff/Lewenthal. Le second est consacré à la toccata, avec des œuvres de Schumann, Alkan (opus 75), Czerny (opus 92), Della Ciaia, Bach (BWV 911), Prokofiev (opus 11), Debussy (celle de Pour le piano), Ravel (celle du Tombeau de Couperin), Zhelobinski (opus 19 no 1), Lewenthal (Toccata alla Scarlatti ), Menotti et complété par des bis de Rubinstein, Massenet, Schubert/Liszt, Debussy (Clair de lune) et Liszt (Liebestraum no 3).
- Raymond Lewenthal joue Alkan & Liszt : Le festin d'Ésope, op. 39 no 1 ; Barcarolle, op. 65 no 6 ; extr. Grande sonate, op. 33 II. Quasi-Faust ; extr. Douze études dans les tons mineurs, op. 39 Symphonie (no 4 à 7 (Alkan) ; Hexameron : morceaux de concert (Liszt) (1965-1966, Elan) (OCLC 37331056)
- Rubinstein (Concerto no 4), Henselt, Scharwenka (Concerto no 2), Liszt (Totentanz)… - London Symphony Orchestra, dir. Charles Mackerras et Eleazar de Carvalho (1969, Elan) (OCLC 47098160)